# Phoenicocoris claricornis
Phoenicocoris claricornis är en insektsart som först beskrevs av Knight 1923.  Phoenicocoris claricornis ingår i släktet Phoenicocoris och familjen ängsskinnbaggar. Inga underarter finns listade i Catalogue of Life.